# Isleworth
Isleworth est une ville d'Angleterre située dans le borough londonien d'Hounslow (ouest du Grand Londres) sur la rive gauche de la Tamise.

## Personnalités

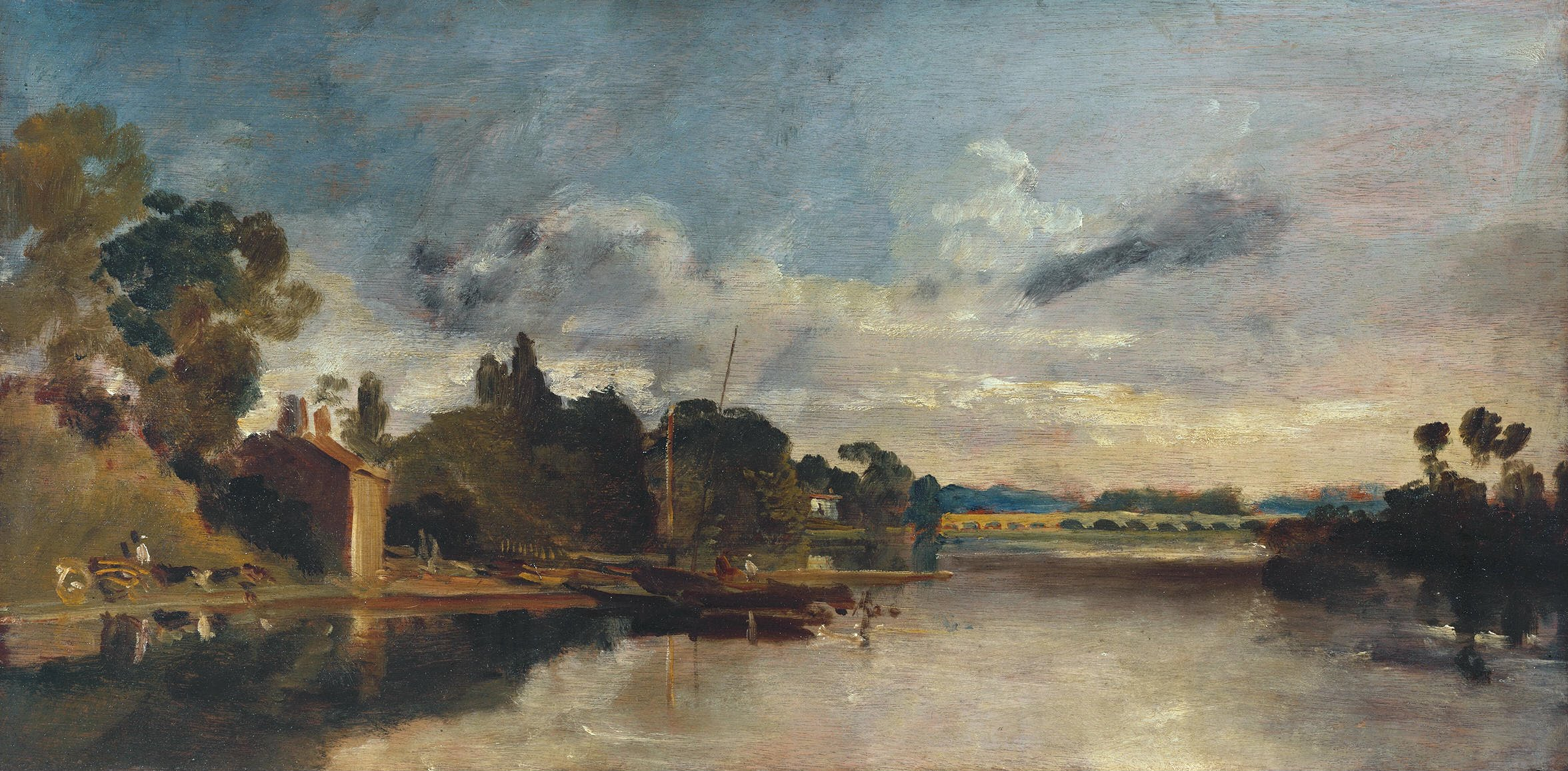
La Tamise près du pont de Walton
William Turner, 1803-1805
Tate Britain, Londres

- David Attenborough (1926-), naturaliste, rédacteur scientifique, réalisateur, producteur, scénariste, puis responsable à la BBC et frère de Richard Attenborough, est né à Isleworth.
- Hugh Blaker (1873-1936), peintre et collectionneur d'art, y vécut et y mourut.
- Michael Collins (1962-), clarinettiste et chef d'orchestre, est né à Isleworth.
- David Franks (1720-1794), acteur loyaliste de la guerre d'indépendance des États-Unis, est mort à Isleworth.
- Edd Gould (1988-2012), animateur, doubleur et créateur de la série d'animation Eddsworld.
- Sirima (1964-1989), chanteuse franco-britannique, née à Isleworth.
- Le peintre William Turner y vivait une partie de son temps et a fait de nombreuses excursions le long du fleuve, dessinant, peignant et pêchant - son passe-temps favori. Il gardait un bateau et s'arrêtait souvent pendant la nuit à divers lieux de débarquement. Il peint aussi à bord, comme ici sur de petits panneaux de bois et parfois, plus ambitieusement, sur toile[1].